# Copilit

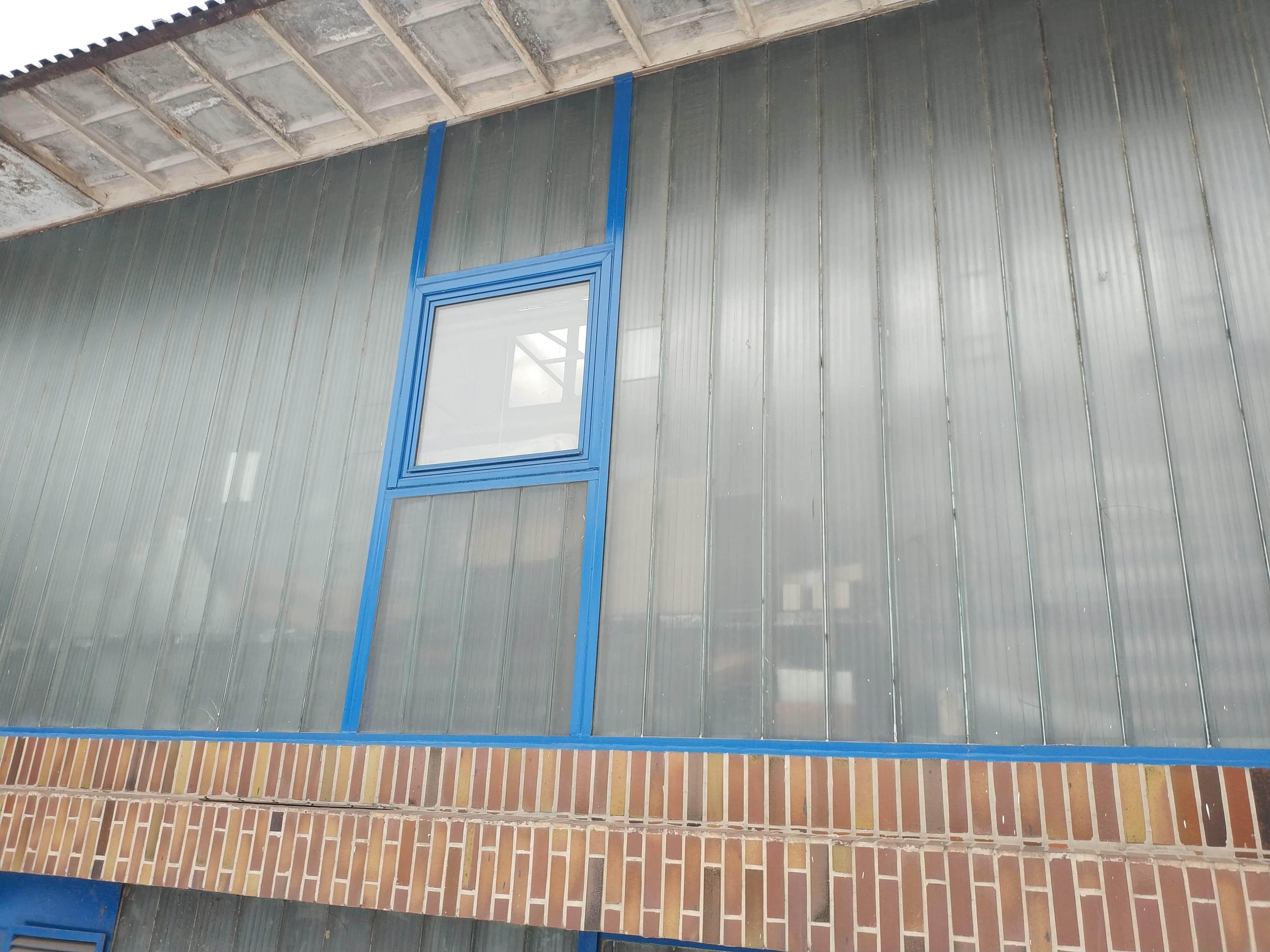
Stěna z Copilitu

Copilit (též Vitrilit) je produktový název pro skleněné tvárnice tvaru písmene U, původně vyráběné v Německé demokratické republice. Používají se k tvorbě stěn. Jsou průsvitné, neprůhledné, samonosné, na povrchu zvrásněné a vyztužené dráty. Izolují zvuk jako oboustranně omítnutá cihlová stěna.